# Żłoukty
Żłoukty (lit. Žlaugtai) − wieś na Litwie, w gminie rejonowej Soleczniki, 2 km na północny zachód od Kamionki, zamieszkana przez 26 ludzi. Przed II wojną światową w Polsce, w powiecie wileńsko-trockim województwa wileńskiego.